# عزلة ربع المقرني الزعلية (الحديدة)

تعديل مصدري - تعديل

عزلة ربع المقرني الزعلية هي إحدى عزل مديرية اللحية في محافظة الحديدة اليمنية ويبلغ تعداد سكانها 13757 نسمة حسب التعداد السكاني في اليمن لعام 2004. وتضم عدة قرى ومن أكبرها قرية دير دخنة.

## روابط خارجية
- الجهاز المركزي للإحصاء بالجمهورية اليمنية
- المركز الوطني للمعلومات باليمن
- World Gazetteer:Yemen
- الدليل الشامل